# Tochukwu Oluehi
Tochukwu Oluehi (* 2. Mai 1987 in Lagos) ist eine nigerianische Fußballtorhüterin.

## Karriere

### Vereine
Von 2006 bis 2010 spielte sie in Nigeria für die Bayelsa Queens. Nachdem sie von 2011 bis 2013 für die Sunshine Queens aufgelaufen war, wechselte sie danach erstmals nach Europa, wo sie nun für Bobruichanka Bobruisk in Belarus spielte. Nach der Saison 2013/14 kehrte sie nach Nigeria zurück und spielte dort für die Rivers Angels. Nachdem sie hier noch einmal bis Ende 2015 aktiv gewesen war, zog es sie im April 2016 erneut ins Ausland. Diesmal ging es nach Norwegen, wo sie während der Saison 2016 bei Medkila IL aktiv war. Danach kehrte sie zu ihrem vorherigen Klub zurück.
Im Sommer 2020 ging es für sie ein weiteres Mal nach Europa. Diesmal lief sie für CD Pozoalbense in Spanien auf. Dort blieb sie in der Saison 2020/21 und wechselte anschließend nach Israel zu Maccabi Kishronot Hadera. Seit Oktober 2022 steht sie in der Türkei bei Hakkarigücü Spor unter Vertrag.

### Nationalmannschaft
Mit der nigerianischen U20 nahm sie an der Weltmeisterschaft 2006 teil und kam hier bei zwei Partien zum Einsatz.
Bei der A-Nationalmannschaft war sie schon bei der Weltmeisterschaft 2007 ein Teil des Kaders, kam hier aber nicht zum Einsatz. Im nächsten Jahr war sie auch Teil der Mannschaft beim Olympiaturnier 2008, kam aber ebenfalls nicht zum Einsatz. Ihre zweite WM war das Turnier im Jahr 2011, jedoch saß sie hinter Stammtorhüterin Precious Dede bei allen Spielen auf der Bank. Bei der WM 2015 wurde sie nicht mehr nominiert.
Beim Finale des Afrika-Cup 2018 stand sie im Tor und verhalf ihrer Mannschaft im Elfmeterschießen zu einem 4:3-Sieg. Danach war sie auch wieder bei der WM 2019 dabei und erhielt erstmals einen Einsatz im Auftaktspiel gegen Norwegen. Am Ende musste sie in dieser Partie drei Mal hinter sich greifen. Für den Rest des Turniers wurde sie von Chiamaka Nnadozie ersetzt. Beim Afrika-Cup 2022 durfte sie beim Auftaktspiel wieder das Tor hüten. Dieses endete erneut mit einer 1:2-Niederlage gegen den späteren Afrikameister Südafrika für sie und sie saß ein weiteres Mal bis zum Ende des Turniers auf der Bank.
Am 16. Juni 2023 wurde sie für den nigerianischen Kader bei der Weltmeisterschaft 2023 nominiert, kam jedoch nicht zum Einsatz und schied mit der Mannschaft im Achtelfinale gegen die Engländerinnen aus.